# Constanze John
Constanze John (* 30. Januar 1959 in Leipzig) ist eine deutsche Autorin, die besonders durch ihre literarischen Reisereportagen und ihre Arbeit mit Kindern und Jugendlichen bekannt geworden ist.

## Leben
Aufgewachsen in Leipzig, studierte sie Germanistik, Geschichte und Pädagogik an der dortigen Karl-Marx-Universität.
Von 1981 bis 1988 lebte sie in Rostock und absolvierte von 1984 bis 1987 ein Fernstudium am Literaturinstitut „Johannes R. Becher“ in Leipzig.
Von 1988 bis 2001 lebte sie in Zwickau, arbeitete zunächst in verschiedenen Berufen und ist seit 1998 freiberufliche Schriftstellerin. Im Jahr 2001 zog sie wieder nach Leipzig.
Constanze John hat zwei Söhne.

## Wirken
Ihre erste Veröffentlichung in der Literaturzeitschrift Temperamente erfolgte 1987 mit einem Gedicht über Georg Büchner, dem sie sich auch in ihrem späteren Wirken stets verbunden fühlte. In ihrem Geschichtenband Fernwärme standen menschliche Beziehungen im Mittelpunkt. Sie erzählte auch lokale Sagen aus Zwickau und Umgebung nach, die in zwei Büchern veröffentlicht wurden.
Bislang entstanden drei Opernlibretti sowie für den Hörfunk zahlreiche Features, Geschichten für Kinder und Hörspiele. Mehrere Auslandsreisen, unter anderem nach Armenien, Georgien und Brasilien, waren und sind prägend für ihre gegenwärtigen Arbeiten.
Besonders wichtig ist ihr die Arbeit mit Kindern und Jugendlichen, denen sie in Lesungen und Literaturwerkstätten stets nahe ist. Von 1993 bis 2012 wirkte sie in diesem Sinne insbesondere auch in Zwickau und arbeitet seit 2005 bei der Jugendliteraturwerkstatt Graz mit, insbesondere bei der jährlichen Schreibzeit in der Gemeinde Alberndorf in Oberösterreich. Ebenso war sie Herausgeberin mehrerer Bücher mit Geschichten von und für Kinder.
Seit 2012 leitet Constanze John die Schreibwerkstatt für Kinder am Haus des Buches in Leipzig.
Als Gründungsvorsitzende brachte sie in den Jahren 2008 bis 2009 den Friedrich-Bödecker-Kreis im Freistaat Sachsen wieder auf den Weg.
Neben Reisereportagen für den Deutschlandfunk und Deutschlandradio erschienen im DuMont Reiseverlag drei Bücher über Armenien, Georgien und Aserbaidschan. 2013 erhielt Constanze John für ihr bisher unveröffentlichtes Manuskript „Gelber Staub. Eine Reise nach Armenien“ den Johann-Gottfried-Seume-Literaturpreis.

## Werke

### Prosa und Lyrik
- Fernwärme. Geschichten und Miniaturen. Verlag Die Scheune, Dresden 1999, ISBN 3-931684-25-3.
- Sagen und Geschichten aus dem Zwickauer Land. Husum Druck und Verlag, Husum 1999, ISBN 3-88042-896-4.
- Aber noch war es das Glück. Erzählung, mit Farbdrucken von Christiane Werner. Viktoria Verlag, Meißen 2005.
- Vom Schwein, das Schlittschuh lief. Geschichten für Kinder, mit Illustrationen von Daniel Grunewald. Viktoria Verlag, Meißen 2006, ISBN 3-936671-16-8.
- Von der verliebten Tintenpatrone. Geschichten für Kinder, mit Illustrationen von Daniel Grunewald. Viktoria Verlag, Meißen 2006, ISBN 3-936671-17-6.
- Heimat und Los. Poetische Stücke, mit Illustrationen von Daniel Grunewald. Viktoria-Verlag, Meißen 2009, ISBN 978-3-936671-22-3.
- Sagen aus Zwickau. Überarbeitete Fassung, Verlag der Marxschen Buchhandlung, Zwickau 2010.
- Vierzig Tage Armenien. In einem alten Land im Kaukasus. DuMont Reiseverlag, Ostfildern 2015, ISBN 978-3-7701-8276-3.
- Blaue Zimmer. Texte 1983–2014, freiraum-verlag, Greifswald 2015, ISBN 978-3-943672-67-1.
- Vierzig Tage Georgien. Unterwegs von Tiflis bis ans Schwarze Meer. DuMont Reiseverlag, Ostfildern 2018, ISBN 978-3-7701-8293-0.
- Vierzig Tage Aserbaidschan. Unterwegs zwischen Kaukasus und Kaspischem Meer. DuMont Reiseverlag, Ostfildern 2020, ISBN 978-3-7701-8299-2.

### Theater und Hörfunk
- Newton, Monolog, Uraufführung 2000 im Theater Zwickau
- Liramlarum, Uraufführung 2001 im Haus des Buches Leipzig
- Zwischen Himmel und Erde, Feature, MDR 2003.
- Weihnachtsberge, Feature, MDR 2004.
- Ritter Bart, Theaterstück für Kinder, Hörspielfassung, Litag Theaterverlag GmbH Bremen, 2005.
- Die Bremer Stadtmusikanten, Theaterstück für Kinder, Hörspielfassung, Litag Theaterverlag GmbH Bremen, 2005.
- Das Mädchen Duftender Frühling, Libretto, Komponistin: Jiwon Kwon (Südkorea), Opernwerkstatt Rheinsberg, 2006
- Denn das Schöne bedeutet das mögliche Ende der Schrecken. Oder: Bach und Braunkohle, Feature, Deutschlandfunk 2006.
- Nachrichten von einem anderen Stern. Was Kinder schreiben; Feature, Deutschlandfunk 2007.
- Ich schlafe nicht. Leben mit dem Tod, Feature, Deutschlandfunk 2008.
- Die Bremer Stadtmusikanten, Theaterstück, Uraufführung im Theater in der Mauer Judenburg (Österreich) 2009.
- Grete Minde, Libretto, Komponist: Søren Nils Eichberg, Uraufführung in Tangermünde 2009
- Oscars mythische Welten. Wie ein Schweizer nach Brasilien zog und sein Macondo fand, Feature, Deutschlandfunk 2010.

### Film
- Glück auf – Mach's gut!, Dokumentarfilm über die Steinkohlenkokerei August Bebel in Zwickau, gemeinsam mit Bernd Mast, Uraufführung 2002

### Herausgeberin bzw. Mitherausgeberin
- mit Kerstin Schimmel (Hrsg.): GrenzFall Einheit. Zwischenberichte aus Sachsen. Evangelische Akademie Meißen, Forumverlag Leipzig 2005.

## Auszeichnungen
- 2000 Reisestipendium des Verbandes deutscher Schriftsteller und des Auswärtigen Amtes (Armenien)
- 2002 Arbeitsstipendium des Sächsischen Ministeriums für Wissenschaft und Kunst
- 2007 Aufenthaltsstipendium der Kulturstiftung des Freistaates Sachsen in der At-Home-Gallery Šamorín (Slowakei)
- 2008 Aufenthaltsstipendium Denkmalschmiede Höfgen
- 2013 Arbeitsstipendium der Kulturstiftung des Freistaates Sachsen für Justus und die versunkene Stadt
- 2013 Johann-Gottfried-Seume-Literaturpreis für Gelber Staub. Eine Reise nach Armenien[1]